# تصفيح

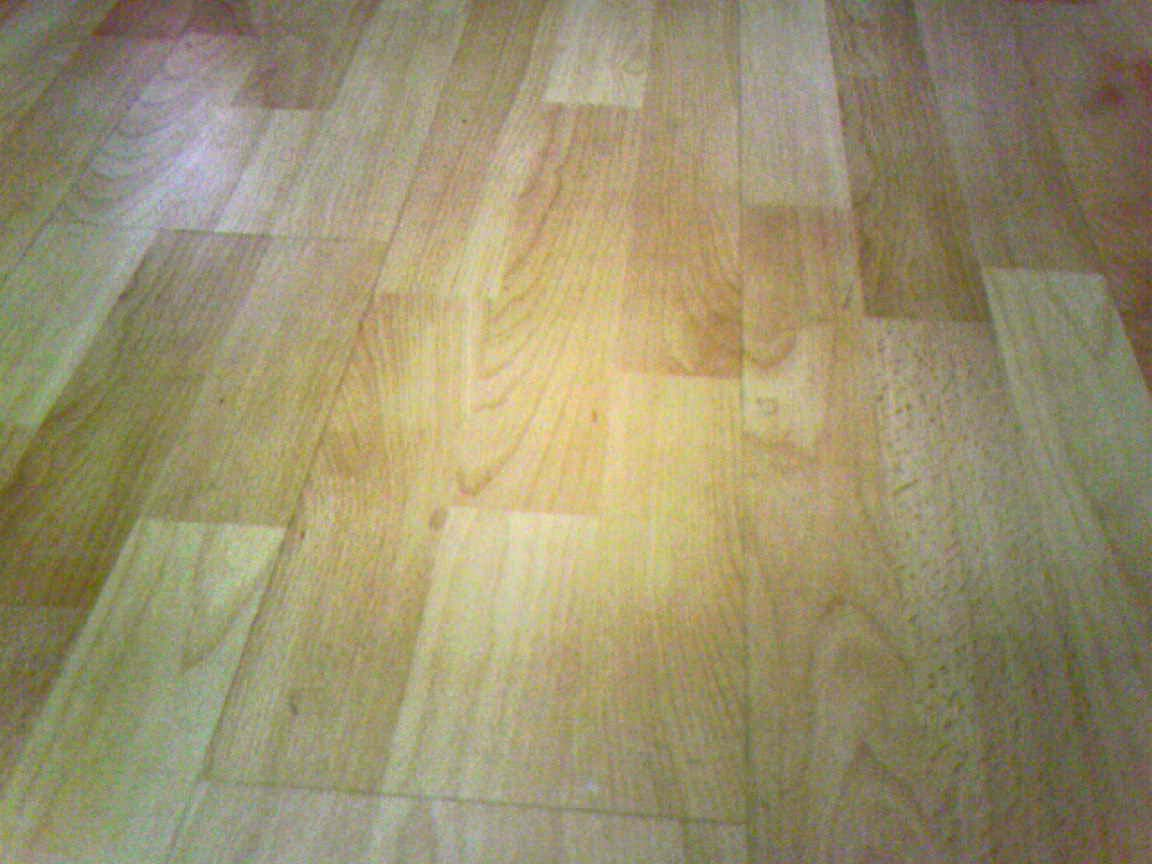

التصفيح (بالإنجليزية: Lamination)‏، عملية ربط قطعتين أو أكثر من الخشب أو المواد الأخرى بشكل دائم بالغراء والضغط، وأحياناً بالحرارة وتسمى أيضًا تشكيل الرقائق. وتصنع كثير من العارضات الكبيرة المصفحة والأقواس بتجميع طبقات عديدة من قطع الخشب الصغيرة مع تعرق أليافها، بحيث توازي كلٌ منها الأخرى. ولاتكون نهايات القطع الخشبية في الطبقات المجاورة بشكل سوي بحيث تكون الواحدة مع الأخرى. ينتج الأبلكاش من تجميع قشرات خشبية مع ألواح من الخشب، مع تعرقات ألياف الطبقات المجاورة بزوايا قائمة، الواحدة مع الأخرى. إن إعادة ترتيب تعرّقات الألياف قبل التصفيح يعطي الأبلكاش قوة متسقة، وثباتا بعديا أفضل من الخشب المصنوع منه.